# Baerler Busch (Waldgebiet)
Baerler Busch [ˈbaːrlər ˈbuʃ] ist die Bezeichnung für ein Naherholungsgebiet im Nordwesten Duisburgs im Städtedreieck Duisburg/Moers/Rheinberg. Die Bezeichnung wird auch für den angrenzenden gleichnamigen Wohnplatz in der Stadt Moers genutzt.

## Beschreibung
Das Gebiet erstreckt sich am westlichen Rand des Duisburger Stadtteils Baerl über die Stadtgrenze von Duisburg hinaus und wird von der A 42 durchschnitten. Es ist im Wesentlichen ein mit Heidewald bewachsenes Binnendünengebiet der letzten Eiszeit. Zu ihm gehören etwa 3,2 km² Wald sowie der Loheider See im Norden und der Waldsee im Süden. Der sandige Boden des Waldes ließ Eichen und mannshohe Farne wachsen. Besonders häufig sind dort der Essigbaum und die Robinie anzutreffen.
Im Baerler Busch finden sich viele Bombentrichter aus dem Zweiten Weltkrieg. Beim Bau der Autobahn 42 wurden Fliegerbomben im Waldboden gefunden.
Das Holz des Waldgebietes ist schwer zu vermarkten, da rund die Hälfte der Bäume Splitter von Bomben und Granaten enthält. Diese von Rinde überwucherten und damit versteckten Metalleinschlüsse können in Sägewerken zu erheblichen Schäden an den Sägeblättern führen. Im Jahr 2017 wurde daher ein großer Teil des vom RVR geschlagenen Holzes sogar bis nach China verkauft und in Containern verschifft.
Der Wald ist mit zahlreichen Wald- und Reitwegen durchzogen und ist auch beliebt zum Joggen und Radfahren.

## Geschichte
Der Name Baerl leitet sich ab von Bar/Ber = Eber, Lo/Loh = Wald. Der Baerler Busch, auch als „Königlicher Forst“ bezeichnet, war für den Adel ein Jagdgebiet. Beispielsweise wurde 1841 im königlich preußischen Amtsblatt dieses Jagdrevier zur Verpachtung ausgeschrieben. 1911 erwarb die Zechengesellschaft Rheinpreußen den Baerler Busch, die damit ihr Areal für den Kohlebergbau erweiterte, die bereits in der Nähe in Utfort und Hochstraß in Betrieb befindliche Zechengruben abgeteuft hatte. Im Gebiet des Baerler Buschs wurde kein zusätzlicher Zechenschacht errichtet, aber im angrenzenden südöstlichen Ortsbereich von Gerdt. Hier wurde Anfang der 1940er Jahre der Schacht 8 als Wetterschacht für die in Betrieb befindlichen Kohlegruben der Zechen Rheinpreußens angelegt.
Der Baerler Busch war schon zu Anfang des 20. Jahrhunderts ein beliebtes Ausflugsziel. An schönen Tagen kamen tausende Besucher mit am heutigen Niederhalener Dorfweg anlegenden Dampfschiffen, dem Zug oder der damals von Homberg über die heutige Verbandstraße kommenden elektrischen Straßenbahn. Besonders beliebt war eine Rehwiese genannte Lichtung nordöstlich der Kreuzung Orsoyer Alle und Buchenallee, die zeitweise auch als Sportplatz genutzt wurde und unter Protesten 1929 von der Zeche Rheinpreussen aufgeforstet wurde.

## Sehenswürdigkeiten

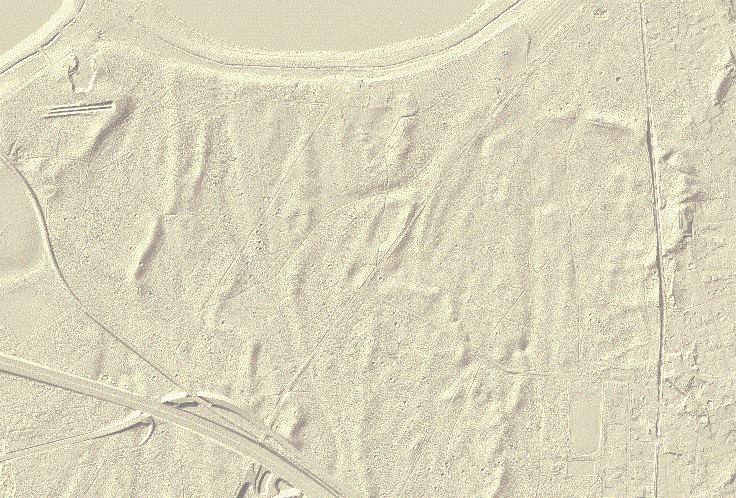
Dünen des Baerler Busches im LIDAR (Links sichelförmige Parabeldüne Bernsberg mit Schießstand, rechts Heesberg, unten A42)

### Eiszeitliche Dünenlandschaft
In der letzten Eiszeit wehten Westwinde bei niedrigen Wasserständen Sand und kleinere Kiesel aus dem damals auch westliche des heutigen Busches verlaufenden Rhein-Urstromtals vor sich her. Diese Flugsande wurden zu Dünen aufgeworfen und vom Wind als Wanderdünen in östliche Richtung vorangetrieben. Die Bewegung kam erst durch den nacheiszeitlichen Bewuchs zum Stillstand. Heute führen Wanderwege durch das Auf und Ab der Dünen. Am Bernsberg, der mit 32,3 m ü. NHN höchsten sichelförmigen Parabeldüne des Busches, nutzte man den Sandkoloss als Kugelfang eines Schießstandes.  Am nordwestlichen Rand des Busches ist am Heesberg eine weitere große sichelförmige Parabeldüne erwanderbar. In der Mitte zieht sich eine Dünenkette in Nord-Süd-Richtung, deren nördlichen Rand der 29 m ü. NHN hohe Mispelkampsberg ist.

### Relikte von Anlagen der belgischen Besatzungstruppen
Während der alliierten Rheinlandbesetzung nutzte das in Baerl stationierte belgische Infanterie-Bataillon einige im Baerler Busch errichtete Anlagen.

#### Schießanlage am Bernsberg
Südlich des Lohheider Sees am Bernshof befinden sich auf einer Bernsberg genannten eiszeitlichen Parabeldüne zwei überwucherte lange Gräben eines 1920 gebauten Schießstandes nebst eingeebnetem Lagerplatz. Rund 150 m südwestlich davon stand in einer kleinen Sandgrube eine Abortbaracke, deren Stellfläche und Abortgrube noch erkennbar sind. Später nutzte die SA die Anlage und auch der Volkssturm wurde hier noch nach 1944 für seinen sinnlosen Kampf ausgebildet, ein Ort für ein stilles Gedenken.

##### Grabenkampf-Übungsplatz Rehwiese
Nordöstlich der Kreuzung Orsoyer Alle und Buchenallee führt ein Trampelpfad entlang eines noch gut erkennbaren  Schützengräben mit Wällen von Brustwehren und seinen vorgelagerten Schützenlöchern. Die Anlage wurde zu Trainingszwecken auf der damals beliebten Ausflugslichtung Rehwiese angelegt und ist heute bewaldet. Im März 1944 sollen von Moers über die Orsoyer Allee nach Baerl vorrückende Amerikaner von hier aus beschossen worden sein.

##### Handgranaten-Übungsplatz

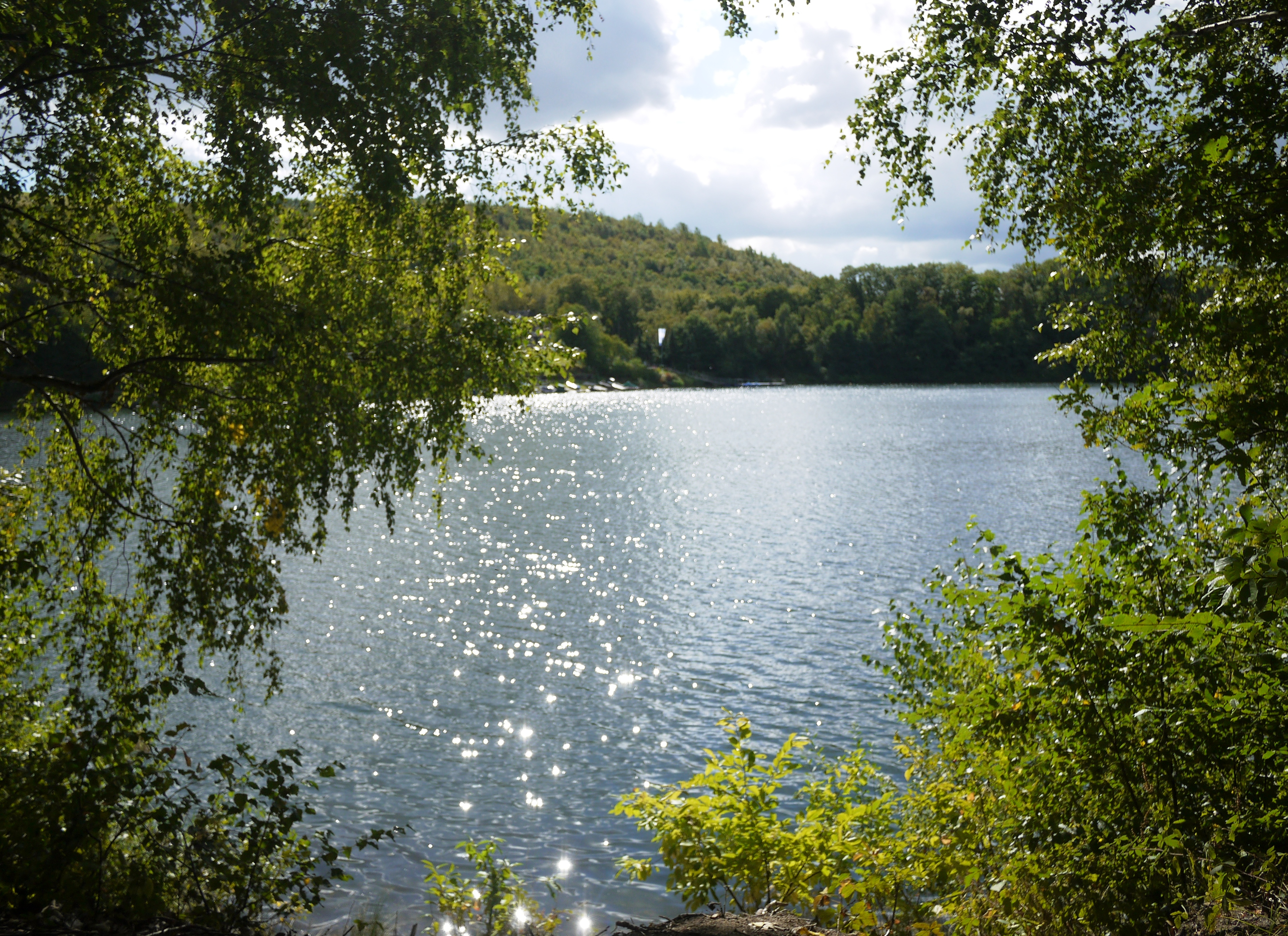
Waldsee

Zwischen Verbandstraße und Lohmannsmühlenweg sind in einer Sandgrube Schützengräben erhalten in denen die belgischen Soldaten das Werfen scharfer Handgranaten übten. Der Großteil des einstigen Geländes wurde von der hier 1930 gebauten Verbandstraße und der A42 überbaut. 

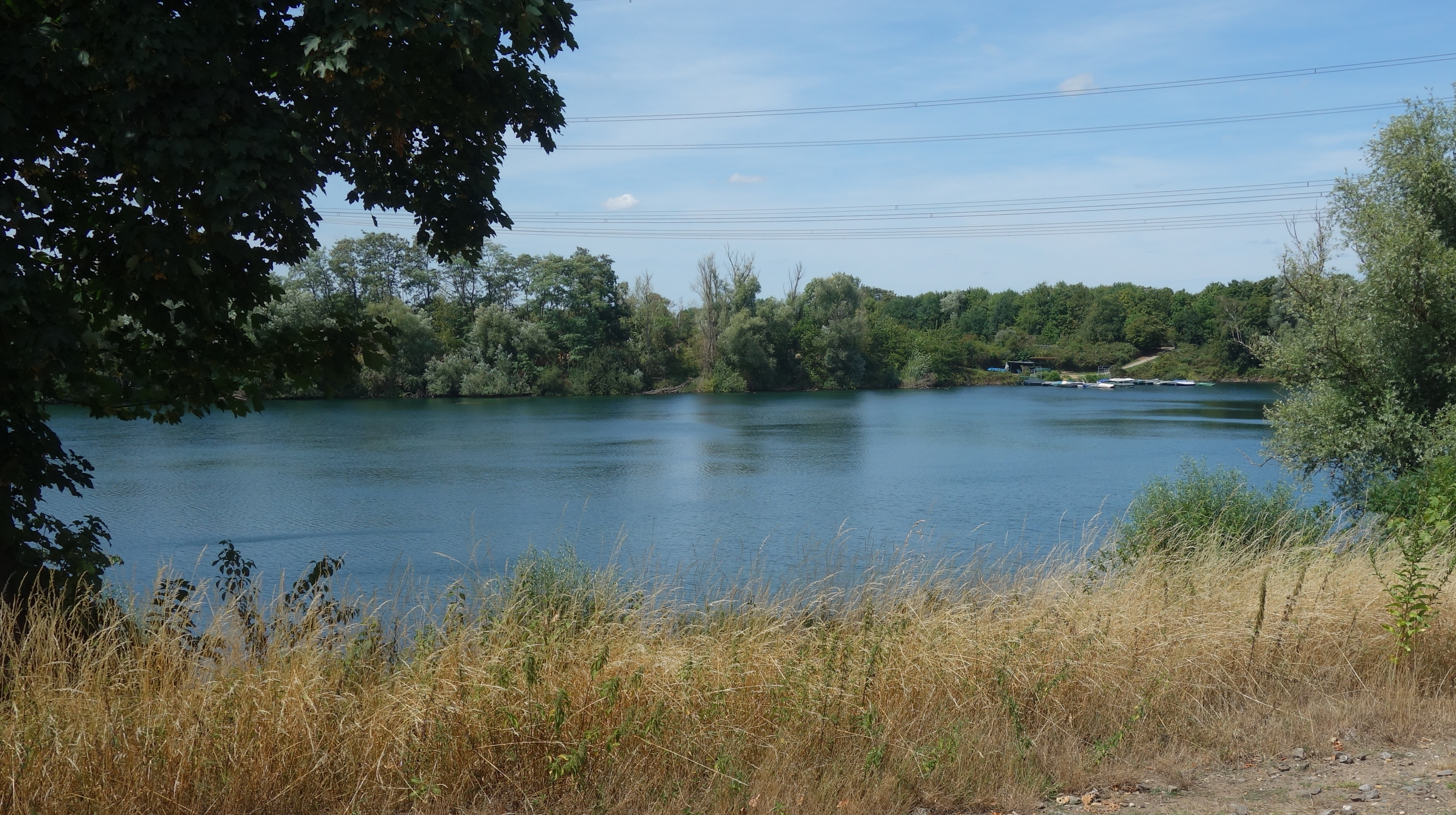
Lohheider See (nördlicher Teil)

### Lohheider See und Waldsee
Der 0,5 km² große Lohheider See am Nordrand des Busches ist durch den Abbau von Kies und Sand entstanden. Im Süden, bereits auf Moerser Stadtgebiet, liegt der Waldsee, eine weitere, kleinere, renaturierte Kiesgrube. Hier grenzt der Baerler Busch an die Halde Rheinpreußen an.

### Gedenkstätte für ermordete Zwangsarbeiter
Im Südosten unmittelbar südlich der A 42 liegt der Waldfriedhof Lohmannsheide, auf dem sich unter anderem eine Gedenkstätte und 141 Gräber von Zwangsarbeitern befinden, die während des Zweiten Weltkrieges im Moerser Raum vor allem im Bergbau in der nahegelegenen Schachtanlage Rheinpreußen 5/9 und in den Benzinwerken in Meerbeck jenseits der Halde eingesetzt wurden und durch Unterernährung und unmenschliche Lebensbedingungen den Tod fanden.

### Naturdenkmal 300-jährige Rotbuche am Bernsberg
Südlich des Bernsberg Schießstandes steht an dem vom Ende der Buchenallee kommenden und später den Schießstand kreuzenden Pfad eine imposante unter Denkmalschutz stehende Rotbuche. Der Stammdurchmesser von rund 5,4 Meter lässt auf eine Keimung um 1700 schließen.

### Friedenseiche an der Orsoyer Allee Kreuzung Buchenallee
Am 2. September 1871 wurde hier zur Erinnerung an den Friedensschluss im Deutsch-Französischen Krieg eine Eiche gepflanzt. Der heute dort stehende Baum wurde später erneuert und ist noch nicht so alt, was der Erinnerung an das Friedensglück nicht schadet. Leider gibt es keine Gedenktafel mehr.

### Orsoyer Allee auf historischer Handelsstraße
Die von der Römerstraße aus grade durch den Wald schneidende, bei Radfahrern beliebte Allee war eine Handelsstraße zwischen dem seit dem 12. Jahrhundert zur Zollstadt wachsenden Orsoy und den aus dem Süden über die Römerstraße kommenden Handelswegen. Sie ist erstmals in einer Wilhelm III von Oranien gewidmeten und zwischen 1690 und 1700 erstellten Karte von Moers belegt, aber wahrscheinlich viele Jahrhunderte älter.

## Der Busch unter dem Regionalverband Ruhr
Der Regionalverband Ruhr erwarb im Jahre 2006 den Baerler Busch, um ihn für die Naherholung zu sichern. Dabei war geplant, den Wald zu einem ökologischen Naherholungsgebiet auszubauen. So waren der Ausbau von Parkplätzen, das Unterbinden von Trampelpfaden und ein groß angelegtes Wanderwegenetz mit Bänken, Wegweisern und Infotafeln und neue Wegeverbindungen im Norden und im Süden geplant. Bald nach dem Erwerb wurden bekannt, dass große Flächen abgeholzt werden sollten. Gegen die Pläne des RVR protestierten zahlreiche Bürgerinnen und Bürger, die neben dem Naturschutz auch den Erholungswert des Waldes in Gefahr sahen. Die Bürgerinitiative "Der Baerler Busch ist bedroht" erreichte u. a. mit mehr als 3000 Unterschriften, dass 30 % weniger Holzeinschlag stattfand als geplant. Der RVR stellte einige Sitzbänke auf. Eine ausgediente Trafostation am Ostrand wurde zu einem Artenschutzturm umfunktioniert, in den 34 Nistplätze für Höhlenbrüter eingebaut wurden, die vor allem Fledermäusen, Sperlingen, Dohlen und Staren zugutekommen sollen. Der Turm ist aufgrund seiner besonderen Architektur einzigartig für den Niederrhein und ein wichtiges Zeugnis der Industriekultur. Im Jahr 2022 wurde ein Informationspfad mit 8 Texttafeln eröffnet, der Informationen zu Artenschutz und Waldpflege darstellt. Das Projekt wurde im Rahmen des „Förderaufruf Grüne Infrastruktur im Zuge des Konjunkturpaket I des Landes NRW“ mit 114.000 Euro gefördert. Die Texte des Infopfades werden als einseitig und unvollständig sowie als Greenwashing kritisiert, was der RVR zurückweist. Kritiker finden, dass die Kosten für die Texttafeln besser in kulturell nützliche Informationen oder in weitere Naturschutzprojekte im Busch geflossen wären. Umweltverbände beklagten auch im Jahr 2019 noch die starke Ausrichtung der Waldpflege des RVR an wirtschaftlichen Zielen. Der RVR jedoch weist weiterhin Kahlschlag-Vorwürfe mit Hinweis waldwirtschaftlich notwendige Durchforstung zurück. Er muss durch politische Beschlüsse einen Teil seiner Mittel durch Holzverkauf erwirtschaften. Die Bürgerinitiative Der Baerler Busch ist bedroht hat eine eigene Informationstafel an der Orsoyer Allee Ecke Schlotweg aufgestellt.

## Wohnplatz Baerler Busch
Der kleinere südwestliche Teil der historischen Gemarkung Baerler Busch gehört als ein Wohnplatz zur Stadt Moers. Dieser Teil, der im Wesentlichen die Bereiche des Waldsees und die Bergbauhalde Rheinpreußen betrifft, wurde zum 1. Januar 1975 bei der Aufteilung der Kommune Rheinkamp vom Baerler Gebiet abgetrennt und dem Moerser Teil zugeteilt. Er liegt nördlich vom Wohnplatz Meerbeck und wird von drei Seiten von Baerler und damit Duisburger Gebieten umgeben. Der Wohnplatz Baerler Busch ist nur wenig besiedelt. Der Siedlungsbereich betrifft fast ausschließlich die Gutenbergstraße, die südöstlich der 103 m hohen Halde Rheinpreußen liegt.
Im Bereich des Wohnplatzes sind sowohl für die frühe und mittlere Eisenzeit Spuren einer zeitweisen menschlichen Besiedlung gefunden worden. Diese liegen überwiegend im nordöstlichen Bereich am Waldsee. Im Einzelnen wurden an fünf verschiedenen Stellen Keramikscherben, ein Gräberfeld mit Urnenscherben und ein einzelnes Bronzeschwert ausgegraben. Im südwestlichen Ortsteil, nahe zum Wohnplatz Eick, wurden jeweils an einer Stelle Keramikscherben aus der mittleren Eisenzeit und ein römischer Siedlungsplatz mit Ziegeln, Keramikscherben, Amphoren und einem Mahlstein gefunden.
Die Gemarkung Baerler Busch gehörte zu einem großen Waldgebiet, das sich seit dem Mittelalter nordöstlich zwischen Moers und Rheinberg erstreckte. Kommunal und kirchlich gehörte es zum Kirchspiel Baerl. Nur an wenigen kleinen Bereichen wurden Siedlungsstellen angelegt und es fehlen weitgehend schriftliche Nachweise bis zum 19. Jahrhundert für das Gebiet, da sich keine Bauerschaft entwickelte. Weder 1836 wurde in einer Untersuchung des Niederrheins der Baerler Busch als Weiler oder Bauerschaft angeführt noch 1901 in einem Orts- und Adressenverzeichnis. Zu Beginn des 20. Jahrhunderts begann eine geringe Besiedelung. 1904 führte die Postagentur Repelen für die zu betreuenden Landzustellbezirke neben Anderen auch den Ortsbereich Baerler Busch an.